# 요요 현상
요요 현상(Yo-yo effect), 요요 다이어트(Yo-yo dieting),  웨이트 사이클링(weight cycling)이라고 한다. 다이어트를 하면서 체중이 줄었다가 다시 늘어나는 것을 반복하는 현상을 보고 예일 대학교 철학 박사 켈리 D. 브라우넬이 처음 만들어낸 단어로, 요요가 위 아래로 계속 왔다 갔다 하는 것에서 유래한 단어이다. 처음에는 체중 감량을 위해서 열심히 다이어트를 하지만, 체중 감량을 지속적으로 진행하지 못하고, 다시 살이 찌는 현상이 지속 반복되는 것을 가리킨다.

## 발생 원인
요요 현상의 원인은 다양하다. 
1. 굶는 방법으로 다이어트에 성공하고 음식을 멀리하는 감량 방법에 자신감을 갖게 된다.
2. 다이어트를 지속하면서, 에너지 부족으로 인한 무력감과 피로도가 견딜 수 없을 만큼 커지게 된다.
3. 결국 예전 식습관으로 돌아오고, 다이어트 실패에 대한 죄책감으로 인해 감정적인 어려움이 발생한다.
4. 이런 감정의 결과로 인해 다이어트 전 보다 더 먹게 되고, 빠르게 살이 찌는 현상이 발생한다.
5. 이런 프로세스로 인해서 주요 근 골격에 지방이 더 축적되어 살이 더 찌게 된다.

## 몸에 끼치는 영향
이런 형태의 다이어트는 적당한 운동을 통한 다이어트가 아닌 굶는 다이어트 방법으로, 체중 감소기 이후에는 몸 자체는 극한의 배고픔을 느끼게 되고, 빠른 지방 축적을 진행하여, 조금의 음식물이라도 지방으로 변형시켜 축적하려고 노력한다. 이런 체지방 증가 형태는 건강에 큰 영향을 끼친다. 미국 심리학 협회에서 31개의 다이어트 연구 이후 2년 후에 재조사 결과, 3분의 1은 다이어트 전보다 더 많은 체중을 기록하였고, 3분의 1은 다이어트 이전과 몸무게가 같았으며, 나머지 3분의 1만 체중 감소를 가져왔다. 켈리 D. 브라우넬이쥐를 가지고 한 실험에서 요요 다이어트는 체중을 늘리기 위한 효과적인 방법으로 인식되었다.

## 같이 보기
- 다이어트
- 유산소 운동